# Stilla Ande, milda Ande
Stilla Ande, milda Ande är en psalm med text skriven av Shirley Erena Murray 1986 och är översatt till svenska av Per Harling 1991. Musiken är från "Omni Die" och är bearbetad av I-to Loh, Taiwan.

## Publicerad i
- Psalmer i 90-talet som nr 851 under rubriken "Kyrkans år".